# Tolomeo
Personnages
- Tolomeo, ancien souverain d'Égypte (contraltiste)
- Seleuce, femme de Tolomeo (soprano)
- Elisa, sœur d'Araspe (soprano)
- Alessandro, frère de Tolomeo (contraltiste)
- Araspe, Roi de Chypre (basse)

Airs
- Cavatine « Non lo dirò col labbro » - Alessandro, Acte 1

Tolomeo, re di Egitto (Ptolémée, roi d'Égypte), HWV 25, est un opéra en trois actes de Georg Friedrich Haendel, sur un livret en italien de Nicola Francesco Haym, fortement inspiré d'un livret de Carlo Sigismondo Capece écrit pour l'opéra de Domenico Scarlatti, Tolomeo e Alessandro ovvero la Corona disprezzata (1711).
Il s'agit du treizième et dernier opéra de Haendel composé pour la Royal Academy of Music. Il fut créé le 30 avril 1728 au King's Theatre à Londres,, et repris (avec des modifications) le 19 mai 1730 et le 2 janvier 1733.

## Distribution de la création
| Rôles                              | Voix              | Création, le 30 avril 1728 (Chef d'orchestre : Haendel lui-même) |
| ---------------------------------- | ----------------- | ---------------------------------------------------------------- |
| Tolomeo, ancien souverain d'Égypte | Castrat contralto | Senesino                                                         |
| Seleuce, femme de Tolomeo          | Soprano           | Francesca Cuzzoni                                                |
| Elisa, sœur d'Araspe               | Soprano           | Faustina Bordoni                                                 |
| Alessandro, frère de Tolomeo       | Castrat contralto | Antonio Baldi                                                    |
| Araspe, Roi de Chypre              | Basse             | Giuseppe Maria Boschi                                            |

## Argument
L'action prend place à Chypre, aux alentours de 108 av. J.-C., à l'époque du pharaon Ptolémée IX Sôter II (Tolomeo), qui fut déposé par sa mère, régente d'Égypte, Cléopâtre III Évergète en faveur de son frère cadet Ptolémée X Alexandre Ier (Alessandro). Les thèmes de l'opéra sont la vengeance, la luxure, l'amour perdu, la fidélité, et, finalement, la réconciliation.

### Acte I
Tolomeo, fils aîné de Cléopâtre, est en exil sur l'île de Chypre, déguisé en berger et se faisant appeler Osmin. Sa mère l'a déposé et a placé sur le trône son frère cadet, Alessandro. Pour ajouter à ses malheurs, Tolomeo croit que son épouse bien-aimée, Seleuce, s'est noyée en mer lors d'un naufrage. En désespoir de cause, il se prépare à se jeter dans la mer, mais est arrêté par un cri de détresse. Il voit une personne luttant contre les mers agitées et décide de le sauver. L'homme s'effondre sans connaissance à ses pieds, et Tolomeo, étonné, reconnaît son frère, Alessandro. Sur le point de le tuer pour se venger, il s'arrête et décide de le laisser vivre, de telle sorte qu'Alessandro lui sera deux fois plus redevable.
Elisa, la sœur d'Araspe, le roi de Chypre, entre alors. Elle découvre Alessandro endormi et le réveille. À son réveil Alessandro tombe instantanément amoureux d'Elisa, et accepte de se retirer dans sa demeure pour recouvrer ses forces. Elisa révèle son amour pour Osmin le berger.
Seleuce, qui n'a pas été tuée en mer, est à la recherche de son mari en exil, déguisée en bergère et se faisant appeler Delia. Elle est poursuivie par Araspe qui est tombé amoureux d'elle. Mais elle le rejette, et il se retire pour accueillir Alessandro. Seleuce déclare son amour éternel pour Tolomeo.
Elisa arrive à la hutte d'Osmin et tente de le persuader de renoncer à son idylle pastorale pour la vie à la cour. Il refuse, si bien qu'elle l'invite plutôt à sa demeure. Reconnaissant l'amour qu'Elisa lui porte, Tolomeo confirme son désir de venger la mort supposée de sa femme. Trouvant le réconfort dans sa colère, il s'endort.
Seleuce entre, toujours à la recherche de son mari. Voyant le berger qui dort, elle pense reconnaître Tolomeo, et se rapproche pour confirmer ses espoirs. Araspe entre et la regarde s'approcher du berger en prononçant des mots d'amour. Dans un accès de jalousie, Araspe s'élance avec une épée et menace de tuer son rival. Seleuce s'enfuit, suppliant le berger de se réveiller et se sauver. Tolomeo se réveille et croit entendre la voix de sa femme dans ses rêves. Voyant Araspe et son épée levée, Tolomeo implore la mort. Araspe l'accuse d'être l'amant de Delia, mais Tolomeo nie. N'étant pas convaincu, Araspe lui laisse la vie sauve, mais lui demande de quitter l'île immédiatement. Resté seul, Tolomeo prie pour entendre la voix de sa femme à nouveau, pour qu'avec son retour tous ses chagrins prennent fin.

### Acte II
Elisa est à la recherche d'Osmin, quand Tolomeo entre. Il lui révèle son identité, mais ils sont interrompus par Araspe qui est furieux de voir Osmin le banni encore sur l'île. Elisa persuade Araspe de faire confiance au berger, et elle se propose d'aider Tolomeo.
Seleuce se languit de son mari perdu. Elisa entre avec Tolomeo, qui reconnaît instantanément Seleuce. Mais, afin de le protéger, elle fait semblant de ne pas savoir qui il est. Elisa a maintenant la confirmation de ses soupçons. Elle se propose d'aider Tolomeo à retrouver son trône, s'il déclare son amour pour elle. Mais il refuse, déclarant que seul Seleuce est digne de son amour. Restée seule, Elisa voit ses pensées se changer en envies de vengeance.
Elle est rejointe par Alessandro, qui a obtenu l'accord d'Araspe pour épouser sa sœur. Mais elle ne peut pas lui accorder son affection tant qu'il n'a pas renforcé sa prétention à son trône en tuant son frère, Tolomeo. Alessandro est alors confronté à un dilemme, puisqu'il a décidé de rétablir Tolomeo à sa place légitime en tant que Prince d'Égypte. Il est à la fois attiré par la beauté d'Elisa et repoussé par sa dureté.
Tolomeo et Seleuce continuent de chercher leur amour perdu, en écho l'un de l'autre. Araspe apparaît et tente d'embrasser Delia. Tolomeo accourt à sa défense, et révèle sa véritable identité à Araspe. Inspirée par son mari, Seleuce révèle également qui elle est et supplie Araspe de les épargner. Mais le roi est résolu, et le couple est arrêté et séparé, tandis qu'il se font à chacun un adieu désespéré.

### Acte III
Dans le palais d'Araspe, Alessandro a reçu des nouvelles de la mort de sa mère Cléopâtre, et porte son deuil. Araspe arrive et dit à Alessandro qu'il a arrêté Tolomeo, lui conseillant d'exécuter son frère. Alessandro feint de vouloir faire renvoyer son frère en Égypte avec les chaînes, mais il projette secrètement de le restaurer sur le trône. Araspe estime qu'Alessandro ne veut pas tuer son frère de ses propres mains, et décide de tuer Tolomeo lui-même.
Elisa tient Seleuce captive. Elle raconte à Seleuce que pour sauver la vie de Tolomeo, celui-ci devra l'épouser et que Seleuce doit l'en convaincre. Lorsque Tolomeo arrive Seleuce tente de le persuader d'accepter la main d'Elisa, mais il est inébranlable. Il préférait mourir plutôt que de se soumettre. Dans sa colère Elisa prévoit l'exécution du couple fidèle.
Dans les bois, près du palais, Alessandro sauve Seleuce des gardes d'Elisa. Elle a peur de lui, croyant qu'il a déjà tué Tolomeo. Mais il lui assure qu'il ramènera son frère sur le trône, et implore son pardon. Seleuce commence à croire qu'il pourrait y avoir une fin heureuse à sa misère.
Tolomeo s'est fait remettre du poison par Elisa, fait ses adieux à sa bien-aimée Seleuce, et boit la potion. Il s'effondre sur le sol.
Araspe conduit Alessandro au corps de son frère, qui est horrifié et prévient Araspe qu'il va payer pour ce meurtre. Mais tout ce à quoi peut penser Araspe, c'est Seleuce, qui est maintenant libre de l'épouser. Elisa annonce qu'elle a obtenu la mise à mort de Seleuce, et confie à Alessandro qu'elle a donné à Tolomeo une potion de sommeil au lieu du poison. Tolomeo commence maintenant à se réveiller, et Alessandro lui amène alors Seleuce qu'il a libérée auparavant. Le couple est finalement réuni dans la liberté, et Alessandro se réconcilie avec son frère. Tolomeo pardonne à tous et se prépare à reprendre le trône d'Égypte.

## Discographie
- Tolomeo, Re d'Egitto - Ann Hallenberg, Karina Gauvin, Pietro Spagnoli, Anna Bonitatibus, Romina Basso - Il Complesso Barocco dir. Alan Curtis - 3 CD Archiv Produktion (2008)

## Représentations modernes
- 1938 : première représentation à l'opéra de Göttingen, en version allemande.
- 1998 : représentation, avec des instruments d'époque, au Händel Festival de Halle.
- 2006 : représentations, en costumes modernes, au Handel Festival de Londres, puis en tournée.
- 2010 : première représentation américaine, au Glimmerglass Opera, et représentation à Vienne.

## Source
- (en) Cet article est partiellement ou en totalité issu de l’article de Wikipédia en anglais intitulé « Tolomeo » (voir la liste des auteurs).